# Paulo Cárdenas
Paulo César Cárdenas Riquelme (* 14. Januar 1988 in Rancagua) ist ein ehemaliger chilenischer Fußballspieler auf der Position des Stürmers.

## Karriere
Paulo Cárdenas begann seine Karriere 2006 beim CD O’Higgins und wechselte nach zwei Jahren zum tieferklassigen Verein Deportes Colchagua. Beim CD Magallanes 2011 bis 2013 etablierte er sich in der Primera B als Stammspieler und wurde vom mexikanischen Verein Querétaro unter Vertrag genommen. Dort bestritt er allerdings kein Spiel und wurde nach mehreren Leihen in seine Heimat 2016 fest von San Antonio Unido verpflichtet. Nach den Stationen bei Deportes Melipilla und Deportes Santa Cruz beendete er 2019 seine Profikarriere.